# Кроген (селище, Нью-Йорк)
Кроген (англ. Croghan) — селище (англ. village) в США, в окрузі Льюїс штату Нью-Йорк. Населення — 639 осіб (2020).

## Географія
Кроген розташований за координатами 43°53′40″ пн. ш. 75°23′28″ зх. д. / 43.89444° пн. ш. 75.39111° зх. д. (43.894563, -75.391229).  За даними Бюро перепису населення США в 2010 році селище мало площу 1,12 км², уся площа — суходіл.

## Демографія
Згідно з переписом 2010 року, у селищі мешкало 618 осіб у 288 домогосподарствах у складі 169 родин. Густота населення становила 550 осіб/км².  Було 317 помешкань (282/км²).
Расовий склад населення:
| - 97,2 % — білих - 1,0 % — чорних або афроамериканців - 0,6 % — азіатів - 0,2 % — вихідців з тихоокеанських островів |

До двох чи більше рас належало 1,0 %. Частка іспаномовних становила 0,3 % від усіх жителів.
За віковим діапазоном населення розподілялося таким чином: 21,2 % — особи молодші 18 років, 58,4 % — особи у віці 18—64 років, 20,4 % — особи у віці 65 років та старші. Медіана віку мешканця становила 42,8 року. На 100 осіб жіночої статі у селищі припадало 89,0 чоловіків;  на 100 жінок у віці від 18 років та старших — 87,3 чоловіків також старших 18 років.
Середній дохід на одне домашнє господарство  становив 47 157 доларів США (медіана — 31 625), а середній дохід на одну сім'ю — 65 082 долари (медіана — 52 500). За межею бідності перебувало 10,2 % осіб, у тому числі 7,3 % дітей у віці до 18 років та 13,4 % осіб у віці 65 років та старших.
Цивільне працевлаштоване населення становило 271 особа. Основні галузі зайнятості: освіта, охорона здоров'я та соціальна допомога — 25,8 %, роздрібна торгівля — 17,0 %, виробництво — 14,4 %, будівництво — 12,2 %.